# 阿比奥拉·阿吉莫比
阿比奥拉·阿吉莫比（英語：Abiola Ajimobi，1949年12月16日—2020年6月25日），奥约州人，尼日利亚政治人物。前奥约州州长。

## 生平
1949年12月16日生于奈及利亞西南部奥约州伊巴丹奥加-伊巴。父辈在当地政界任职。阿比奥拉·阿吉莫比中学就读于拉格鲁文法学校。毕业后赴美国读大学，先是在紐約州立大學水牛城分校攻读工商管理和金融专业，获理学学士学位。后在伊利诺伊州大学公园州長州立大學攻读工商管理硕士。回国后，他在尼日利亚壳牌石油公司下属的国家石油化工公司工作，曾任总裁兼首席执行官。2003年，他当选参议院议员。2007年，他代表全尼日利亚人民党参加奥约州州长选举，最终失败。2011年4月，他代表尼日利亚行动大会党再次参加州长选举，最终如愿当选。
2015年4月，他代表全体进步大会党谋求连任州长，最终赢得胜利，成为奥约州首位获得连任的州长。任期内，他提出了打造创意经济城市为目标的伊巴丹媒体城等项目。
2018年9月28日，他成为全体进步大会党奥约州南部选区参议员候选人。2019年3月9日，他不敌人民民主党候选人科拉·巴洛贡，而失去参议院席位。
2020年6月2日，阿比奥拉·阿吉莫比因2019冠状病毒病疑似病症被送入拉哥斯的医院。6月25日因治疗无效逝世，终年70岁。